# Rockabillykulturen

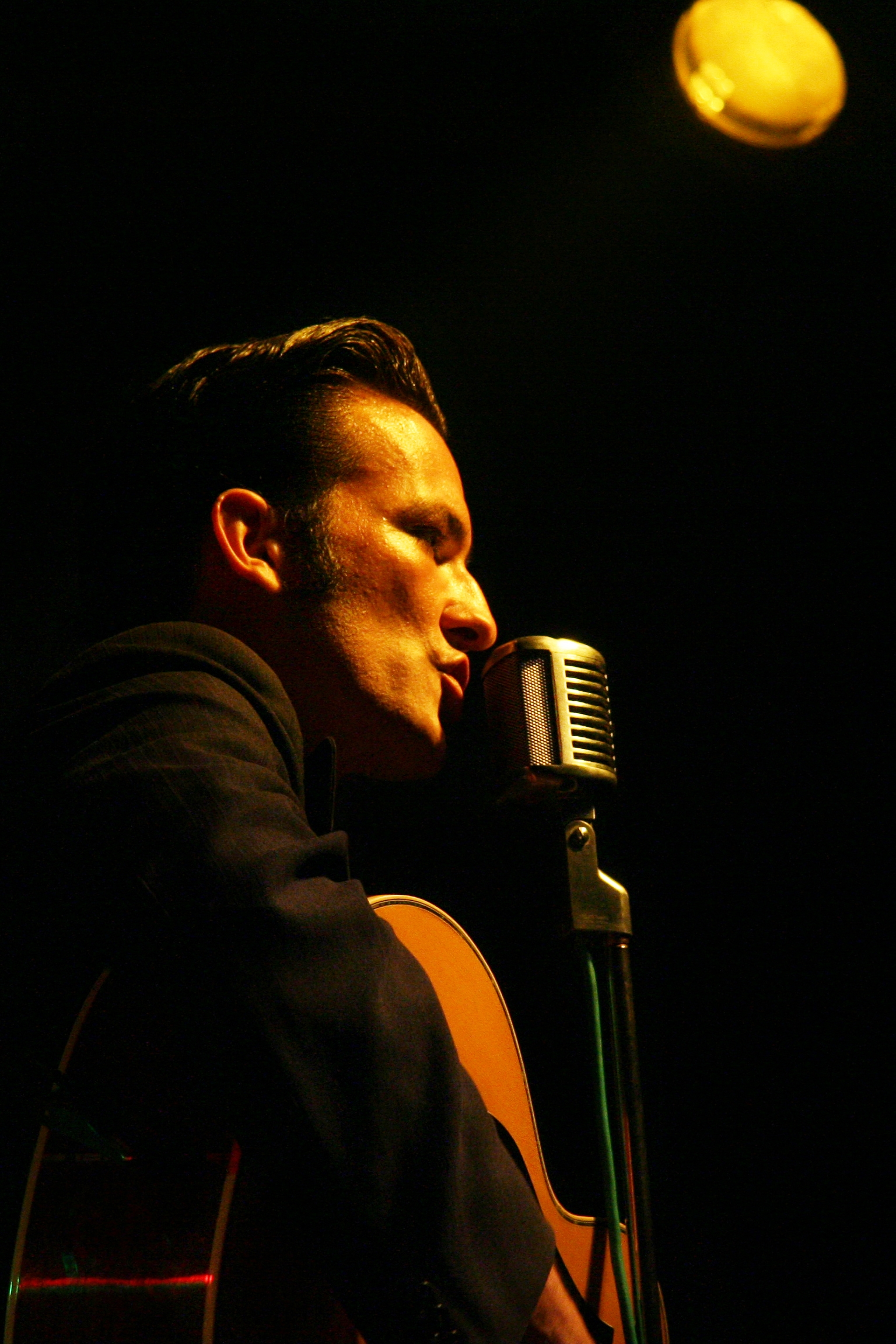
Rockabillykille med Shure-mikrofon.

Rockabillykulturen, från rockabilly, är en subkultur där man dras till det som man uppfattar som farligt och äventyrligt i den ungdomskultur som växte fram under efterkrigstiden, från slutet av 1940-talet till 1950-talet. I likhet med många andra subkulturer är rockabilly som kultur starkt förknippad med musik, kläder, accessoarer och annat materiellt. Rockabilly står även nära den amerikanska old school-motorkultur som kännetecknas av hot rods och bobbers. 
En typisk rockabilly går gärna klädd i en 1950-talsfrisyr och uppvikta jeans, en rutig skjorta eller en t-shirt. Creepers var populära under 1950-talet. Man lyssnar oftast på musik som rockabilly, swing, rhythm and blues och rock'n'roll. Det finns även ett stort intresse av sjömans-/oldschool-tatueringar som förr ansågs vara kriminellt men är ett stort inslag i stilen. 
Bland mer modern musik som färgats av rockabilly märks grupper som Stray Cats, Jack Baymoore, Brian Setzer, Eva Eastwood, Carl and the Rhythm All Stars, Eddie and the Flatheads, The Go Getters och Wildfire Willie and the Ramblers.